# 前进街道 (朝阳市)
前进街道，是中华人民共和国辽宁省朝阳市双塔区下辖的一个乡镇级行政单位。

## 行政区划
前进街道下辖以下地区：
前进社区、铁通社区、商行社区、网通社区、联通社区、富祥社区和云竹社区。